# Allan Arbus
Allan Arbus, född 15 februari 1918 i New York, New York, död 19 april 2013 i Los Angeles, Kalifornien, var en amerikansk skådespelare, mest känd för sin medverkan i TV-serien M*A*S*H.

## Filmografi

### Filmer
- 1961 – Nu ska vi twista – doktorn
- 1969 – Bossen – Mr. Bad News
- 1971 – The Christian Licorice Store – Monroe
- 1972 – Hetsad av snuten – Sim Valensi
- 1973 – Coffy – hämnare utan nåd – Arturo Vitroni
- 1973 – Sjömannen och gatflickan – full sjöman
- 1976 – Slaget om Entebbe – Eli Melnick
- 1978 – Damien: Omen II – Pasarian
- 1979 – Den självlysande ryttaren – Danny Miles
- 1980 – The Last Married Couple in America – Al Squib
- 1981 – Gangsterkrig – Goodman
- 1985 – Nå'ra frivilliga – Albert Bardenaro
- 1986 – Crossroads – doktor Santis
- 1986 – Mellan liv och död – doktor Andreas Hellman
- 1987 – Utmanaren – Phil Ames
- 1990 – Släkten är värst – Vincent
- 1993 – Josh and S.A.M. – affärsman på flygplanet
- 1997 – In Dark Places – Dory

### TV-serier
- 1973–1983 – M*A*S*H – major Sidney Freedman/major Milton Freedman, 12 avsnitt
- 1984 – De fyra årstiderna – Boris Elliot, 13 avsnitt